# 932
Раннє Середньовіччя  •  Епоха вікінгів  •  Золота доба ісламу  •  Реконкіста

## Геополітична ситуація
У Візантії  правили Роман I Лакапін та, формально, Костянтин VII Багрянородний. Італійським королем був Гуго Арльський,
Західним Франкським королівством правив Рауль I (король Франції), Східним Франкським королівством — Генріх I Птахолов.
Північ Італії належить Італійському королівству, середню частину займає Папська область, герцогства на південь від Римської області незалежні, деякі області на півночі та на півдні належать Візантії, інші окупували сарацини. Південь Піренейського півострова займає Кордовський халіфат, в якому править Абд Ар-Рахман III. Північну частину півострова займають королівство Астурія і королівство Галісія та королівство Леон  під правлінням Раміро II. 
Королівство Англія очолює Етельстан.
Існують слов'янські держави: Перше Болгарське царство, де править цар Петро I, Богемія, Моравія, Хорватія, королем якої є Терпимир II, Київська Русь, де править Ігор. Паннонію окупували мадяри, у яких ще не було єдиного правителя.
Аббасидський халіфат очолив аль-Кахір, в Іфрикії владу утримують Фатіміди, в Середній Азії — Саманіди. У Китаї триває період п'яти династій і десяти держав. Значними державами Індії є Пала, держава Раштракутів, Пратіхара,  Чола. В Японії триває період Хей'ан. На північ від Каспійського та Азовського морів існує Хозарський каганат.

## Події
- Фактична правителька Рима Марозія взяла собі третього чоловіка — короля Італійського королівства Гуго Арльського. Однак її син Альберік II Сполетський збунтував проти матері й посадив її у в'язницю. Туди ж потрапив інший син Марозії Папа Римський Іван XI. Гуго Арльського вигнали з Рима.
- Помер правитель Нормандії Ролло. Йому успадкував син Вільгельм Довгий Меч.
- Убито Аббасидського халіфа аль-Муктадіра, який виступив проти візира Муніса. Його заступив аль-Кахір.
- Мардавідж із Зіяридів захопив Табаристан і Горган.
- Засновано перську шиїтську династію Буїдів.
- Кавказькі алани (осетини) перейшли з християнства в іслам.